# Sivagasindamani
Das Sivagasindamani (Tamil: சீவகசிந்தாமணி Cīvakacintāmaṇi [ˈsiːʋəɡəsin̪ˌd̪aːməɳi]) ist ein tamilisches Epos. Es wurde wahrscheinlich im 10. Jahrhundert vom jainistischen Autor Tiruttakkadevar verfasst. Der Name des Werkes bedeutet „Sivagan, das Juwel, das alle Wünsche erfüllt“ (vgl. Chintamani). Das Sivagasindamani ist in 13 Kapitel eingeteilt und besteht aus insgesamt 3145 Vierzeilern in verschiedenen Variationen des Viruttam-Versmaßes.

## Handlung
Das Sivagasindamani erzählt die Geschichte des Prinzen Sivagan (Sanskrit Jivaka). Vor Sivagans Geburt wird sein Vater, der König Sachadan, von einem Usurpator vom Thron gestürzt. Ehe er getötet wird, gelingt es dem König, seine schwangere Frau Visaiyai fortzuschicken. Diese bringt daraufhin Sivagan zur Welt und vertraut ihm der Obhut eines loyalen Dieners des abgesetzten Königs an, bei dem er aufwächst. Sivagan entwickelt sich zum idealen Helden und heiratet nach und nach neun Frauen (in der tamilischen Tradition ist das Sivagasindamani auch als Mananul, „Buch von den Hochzeiten“ bekannt). Schließlich fordert Sivagan den Usurpator Kattiyankaran heraus, besiegt ihn im Kampf und wird zum König gekrönt. Nachdem er ein weiteres Mal geheiratet hat, lebt er lange Jahre glücklich mit seinen zehn Ehefrauen zusammen. Am Ende entsagt er aber der Welt und wird zu einem jainistischen Heiligen.

## Datierung und literaturgeschichtliche Einordnung
Die Handlung des Sivagasindamani beruht auf jainistischen Sanskrit-Vorlagen und geht letztlich auf das vom Autor Gunabhadra verfasste Uttarapurana zurück, welches 897/898 vollendet wurde. Daher kann das Sivagasindamani nicht vor 900 verfasst worden sein. Als wahrscheinliche Entstehungszeit gilt das 10. Jahrhundert.
Zusammen mit dem Silappadigaram und dem Manimegalai sowie zwei Werken, die nur bruchstückhaft erhalten sind (dem Valaiyapadi und dem Kundalakesi), wird das Sivagasindamani zu den sogenannten „fünf großen Epen“ (Aimperunkaviyam) der Tamil-Literatur gezählt. Das Sivagasindamani übte großen Einfluss auf die spätere tamilische Literatur aus, insbesondere auf den Autor Kamban, der wahrscheinlich im 12. Jahrhundert eine tamilische Version des Ramayana-Epos (das Kambaramayanam) verfasste.

## Überlieferungs- und Editionsgeschichte

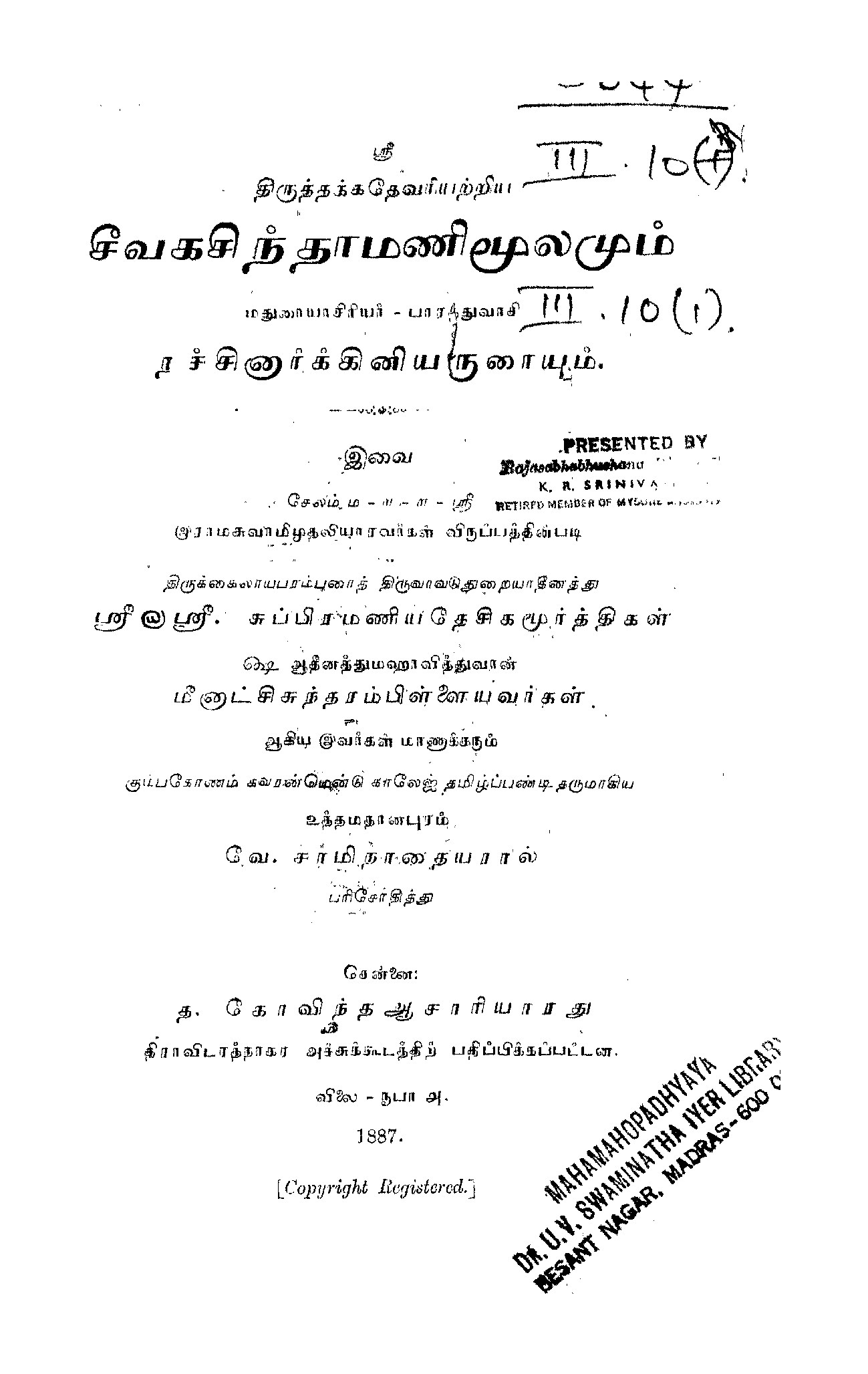
Titelseite von U. V. Swaminatha Iyers Erstausgabe des Sivagasindamani

Zum Sivagasindamani existiert ein Kommentar des Autors Nachinarkkiniyar aus dem 14. Jahrhundert. Wie die anderen Werke der alten Tamil-Literatur wurde es über Jahrhunderte in Form von Palmblattmanuskripten überliefert. Eine erste gedruckte Textausgabe des ersten Kapitels samt englischer Übersetzung wurde 1868 von Henry Bower veröffentlicht. U. V. Swaminatha Iyer veröffentlichte 1887 die erste Ausgabe des kompletten Sivagasindamani samt dem Kommentar des Nachinarkkiniyar.